# Festivalul Filmului din Mecklenburg-Vorpommern
Festivalul Filmului din Mecklenburg-Vorpommern are loc din anul 2007, el este urmașul Festivalului Filmului de la Schwerin. Acest festival are anual ca. 17.000 de vizitatori fiind unul dintre cele mai mari festivaluri de film din Germania de Est.

## Premiații festivalului

### Premiul de onoare
- 2002: Frank Beyer
- 2003: Mario Adorf
- 2004: Götz George
- 2005: Senta Berger și Michael Verhoeven
- 2006: Bruno Ganz
- 2007: Hannelore Elsner
- 2008: Klaus Maria Brandauer
- 2009: Michael Ballhaus
- 2010: Manfred Krug
- 2011: Katrin Sass

### Premiul "Der Fliegende Ochse" (Boul zburător)
Din 2007
- 2007 Barbara Albert pentru filmul "Fallen"
- 2008 Götz Spielmann pentru filmul "Revanche"
- 2009 Arash T. Riahi pentru filmul "Ein Augenblick Freiheit"
- 2010 Franz Müller pentru filmul "Die Liebe der Kinder"
- 2011 Jan Schomburg pentru filmul "Über uns das All"

### Premiați de postul NDR
Din 2007
- 2007 Oliver Rihs pentru filmul "Schwarze Schafe"
- 2008 Stefan Jäger pentru filmul "Hello Goodbye"
- 2009 Arash T. Riahi pentru filmul "Ein Augenblick Freiheit"
- 2010 Jasmila Žbanić pentru filmul "Zwischen und das Paradies" (Na Putu)
- 2011 Christine Repond pentru filmul "Silberwald"

### Premiul tinere speranțe
Din 2007
- 2007 Ann-Kristin Reyels pentru filmul "Jagdhunde"
- 2008 Brigitte Maria Bertele pentru filmul "Nacht vor Augen"
- 2009 Almut Getto pentru filmul "Ganz nah bei Dir"
- 2010 Dietrich Brüggemann pentru filmul "Renn, wenn Du kannst"
- 2011 Andreas Kannengießer pentru filmul "Vergiss dein Ende"

### Premiul publicului
Din 2007
- 2007 Bernd Böhlich pentru filmul "Du bist nicht allein"
- 2008 Christian Schwochow pentru filmul "Novemberkind"
- 2009 Andreas Kleinert pentru filmul "Haus und Kind"
- 2010 Damir Lukacevic pentru filmul "Transfer"
- 2011 Anna Justice pentru filmul "Die verlorene Zeit"

### Premiul actorilor tineri
Din 2007
- 2008 Anna Maria Mühe in "Novemberkind"
- 2009 Ludwig Trepte in "Ein Teil von mir"
- 2010 Jacob Matschenz in "Bis aufs Blut – Brüder auf Bewährung"
- 2011 Jasna Fritzi Bauer in "Ein Tick Anders"

### Premiul starurilor cinema
Din 2008
- 2008 Bernd Böhlich pentru filmul "Der Mond und andere Liebhaber"
- 2009 Almut Getto pentru filmul "Ganz nah bei Dir"
- 2010 Dietrich Brüggemann pentru filmul "Renn, wenn Du kannst"
- 2011 Marc Bauder pentru filmul "Das System – Alles verstehen heißt alles verzeihen"

### Premiul pentru cea mai bună coloană sonoră
Din 2009
- 2009 Jan Henrik Stahlberg și Marcus Mittermeier pentru filmul "Short Cut to Hollywood"
- 2010 Reinhold Heil și studioul DIE BASISberlin pentru filmul "Bis aufs Blut – Brüder auf Bewährung", regizor: Oliver Kienle
- 2011 Benno Belke pentru filmul "Mein Prinz. Mein König.", regizor: Ciril Braem Tscheligi

### Premiul pentru cel mai bun scenariu
Din 2009
- 2009 Wolfgang Kohlhaase pentru filmul "Haus und Kind"

### Premiul pentru cel mai bun film documentar
Din 2009
- 2009: Britta Wauer pentru filmul „Gerdas Schweigen“
- 2010: Meike Materne pentru filmul "Katharina Joachim - poreclit Thalbach"
- 2011: Dieter Schumann pentru filmul "Wadans Welt"